# 尾花沢警察署
尾花沢警察署（おばなざわけいさつしょ）は、山形県警察が管轄する警察署の一つである。

## 管轄区域
- 尾花沢市
- 北村山郡 大石田町

## 所在地
- 山形県尾花沢市横町二丁目4番1号

## 沿革

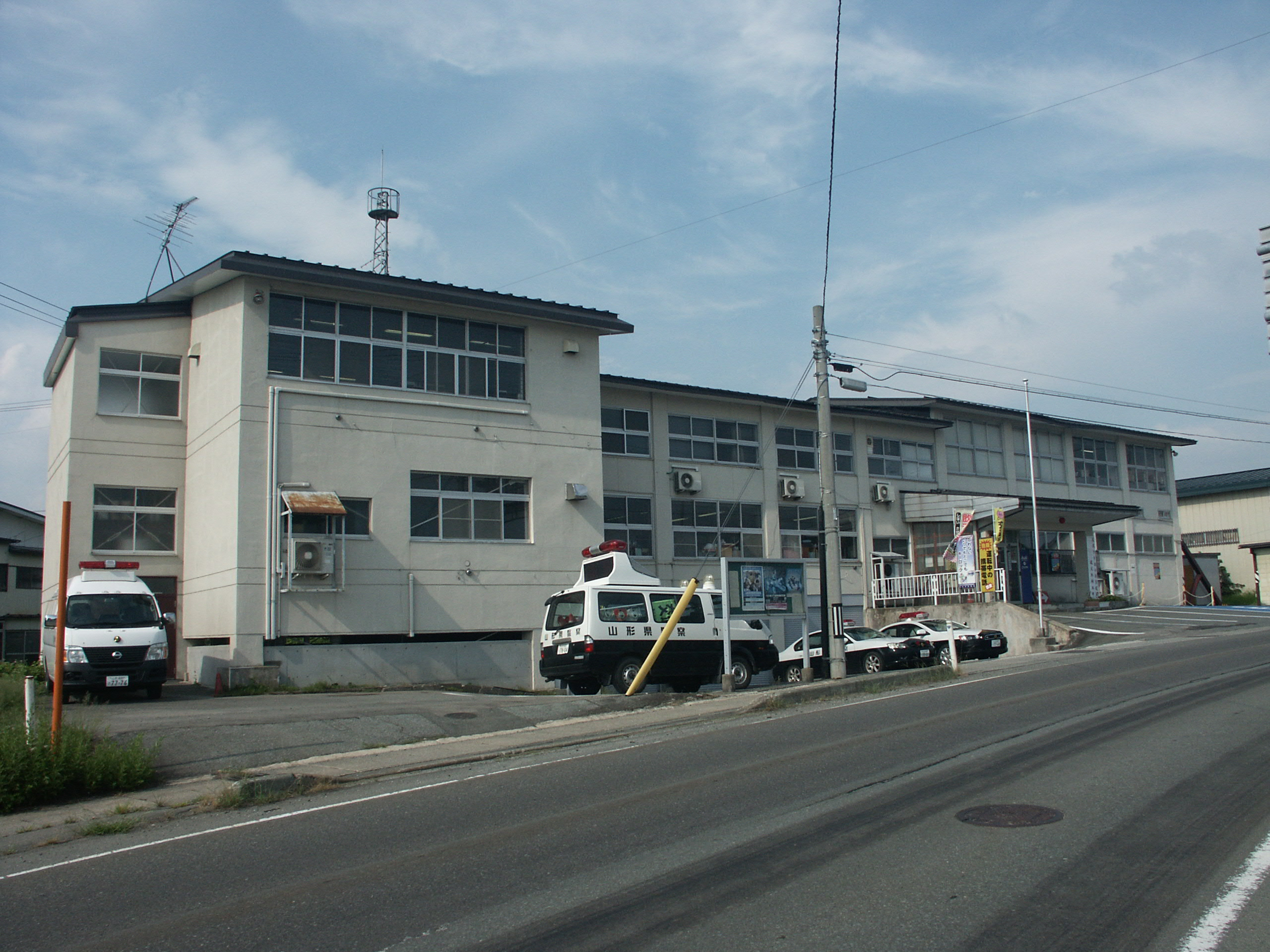
尾花沢警察署旧庁舎

- 2006年（平成18年）4月1日：大石田交番を廃止し、大石田駐在所を設置[1]。
- 2015年（平成27年）10月12日：庁舎を尾花沢市北町一丁目5番5号から尾花沢市横町二丁目4番1号へ新築移転する。
- 2020年（令和2年）4月1日：常盤駐在所廃止[2]。

## 交番

### 尾花沢市
- 署在地交番 - 尾花沢市横町2丁目4-1（尾花沢警察署内）

## 駐在所

### 尾花沢市
- 芦沢駐在所 - 尾花沢市大字芦沢1027-25
- 宮沢駐在所 - 尾花沢市大字押切1003
- 玉野駐在所 - 尾花沢市大字鶴巻田451-10

### 大石田町
- 大石田駐在所 - 北村山郡大石田町緑町9-3